# 753 км (Ульяновська область)
753 км (рос. 753 км) — залізнична казарма в Базарносизганському районі Ульяновської області Російської Федерації.
Населення становить 0 осіб. Входить до складу муніципального утворення Должниковське сільське поселення.

## Історія
Від 2004 року входить до складу муніципального утворення Должниковське сільське поселення.

## Населення
| 2010 |
| ---- |
| 0    |